# Moritz Lang
Moritz Lang (latinisiert: Mauritius Lang; * 1647 in Augsburg; † 1700) war ein in Wien und zeitweise in Ungarn wirkender Kupferstecher. Er gestaltete vornehmlich Porträts.
Erstmals findet er sich 1663 in den Quellen anlässlich des Todes seiner Ehefrau, die mit 37 Jahren starb. Im Jahr 1664 heiratete er erneut und im folgenden Jahr wird er als Trauzeuge des Kupferstechers und Verlegers Johann Martin Lerch (1643–1693) genannt.
In Wien war er hauptsächlich für ansässige Verleger tätig. So fertigte er mehrere Tafeln für die Geschichte Kaiser Leopolds (Historia di Leopoldo Cesare, Continente le cose piu memorabili successe in Europa dal 1656 fino al 1670) von Galeazzo Gualdo Priorato an. Unter seinen Werken finden sich unter anderem Abbildungen von Jakob Kettler, Johann Wilhelm Mannagetta, Ahmed II. und Johann Zwelfer.